# Makhnovshchyna
Makhnovshchyna (tiếng Ukraina: Махновщина) là một phong trào quần chúng hướng tới việc thiết lập một xã hội theo chủ nghĩa cộng sản vô trị ở miền nam và đông Ukraina trong thời kỳ chiến tranh giành độc lập Ukraina (1917–1921). Lấy tên theo tổng tư lệnh Nghĩa quân Cách mạng Ukraina, Nestor Makhno, mục đích của phong trào là nhằm sáng lập một hệ thống các xô-viết tự do điều hành sự chuyển tiếp sang một xã hội không nhà nước và không giai cấp.